# Lâm Viên - Đà Lạt
Lâm Viên - Đà Lạt là một phường thuộc tỉnh  Lâm Đồng, Việt Nam.
Phường Lâm Viên - Đà Lạt được thành lập ngày 16 tháng 6 năm 2025 theo Nghị quyết số 1656/NQ-UBTVQH15  của Ủy ban Thường vụ Quốc hội  trên cơ sở sáp nhập  toàn bộ diện tích tự nhiên, quy mô dân số của Phường 8, Phường 9 và Phường 12, thành phố Đà Lạt . Phường này chính thức hoạt động từ ngày 01 tháng 7 năm 2025.

## Địa lý
Phường Lâm Viên - Đà Lạt có vị trí địa lý:
- Phía Bắc giáp xã Lạc Dương
- Phía Nam giáp phường Xuân Hương – Đà Lạt
- Phía Đông giáp phường Xuân Trường - Đà Lạt
- Phía Tây giáp xã Lang Biang - Đà Lạt

Phường có diện tích 35,03 km², dân số năm 2025 là 71.369 người, mật độ dân số đạt 2.037 người/km².